# Tanjung (Bulukerto)
Tanjung is een bestuurslaag in het regentschap Wonogiri van de provincie Midden-Java, Indonesië. Tanjung telt 2050 inwoners (volkstelling 2010).